# Sarah McLeod
Sarah McLeod (Putaruru, 18 luglio 1971) è un'attrice neozelandese.
È nota principalmente per la sua partecipazione a Il Signore degli Anelli - La Compagnia dell'Anello e a Il Signore degli Anelli - Il ritorno del re nel ruolo di Rosie Cotton, hobbit moglie di Samwise Gamgee.

## Biografia
Ha due figlie: Lola e Maisy.

## Filmografia essenziale
- Il Signore degli Anelli - La Compagnia dell'Anello (The Lord of the Rings: The Fellowship of the Ring), regia di Peter Jackson (2001)
- Il Signore degli Anelli - Il ritorno del re (The Lord of the Rings: The Return of the King), regia di Peter Jackson (2003)

## Filmografia completa

### Cinema
| Anno | Film                                              | Personaggio                 | Note |
| ---- | ------------------------------------------------- | --------------------------- | ---- |
| 2010 | Hugh and Heke                                     | Joan Harcourt               |      |
| 2007 | We're Here to Help                                | Liz Greville                |      |
| 2003 | Skin & Bone                                       | Cath                        |      |
| 2003 | The Lord of the Rings: The Return of the King     | Rosie Cotton                |      |
| 2001 | The Lord of the Rings: The Fellowship of the Ring | Rosie Cotton                |      |
| 1998 | Via Satellite                                     | Annunciatrice del Canale 6  |      |
| 1995 | The Conversation                                  | Se stessa                   |      |
| 2001 | The Last Tattoo                                   | Proprietaria della pensione |      |

### Televisione
| Año     | Programa                       | Personaje       | Notas                      |
| ------- | ------------------------------ | --------------- | -------------------------- |
| 2008/09 | Shortland Street               | Cindy Watson    | 33 episodi                 |
| 2006    | Doves of War                   | Grace Lawrenson | Episodio 1.6               |
| 1999    | A Twist in the Tale            | Nicky           | Episodio «A Crack in Time» |
| 1996    | Get Real                       |                 | Telefilm                   |
| 1995    | La verdadera historia del cine | May Belle       | Telefilm (non accreditata) |